# Palacios de Alfonso XIII y Victoria Eugenia
Los palacios de Alfonso XIII y Victoria Eugenia (en catalán: Palaus d'Alfons XIII i Victòria Eugènia) se encuentran en la plaza de Josep Puig i Cadafalch, en el distrito de Sants-Montjuïc, Barcelona. Se hallan dentro del recinto ferial de Montjuïc, al pie del palacio Nacional. Obra de Josep Puig i Cadafalch, fueron construidos entre 1918 y 1923 con vistas a la celebración de la Exposición Internacional de Barcelona de 1929. Fueron nombrados en honor de Alfonso XIII y Victoria Eugenia de Battenberg, los reyes de España por aquel entonces.
Los dos palacios están inscritos como Bien Cultural de Interés Local (BCIL) en el Inventario del Patrimonio Cultural catalán con los códigos 08019/1753 y 08019/1754.

## Historia y descripción

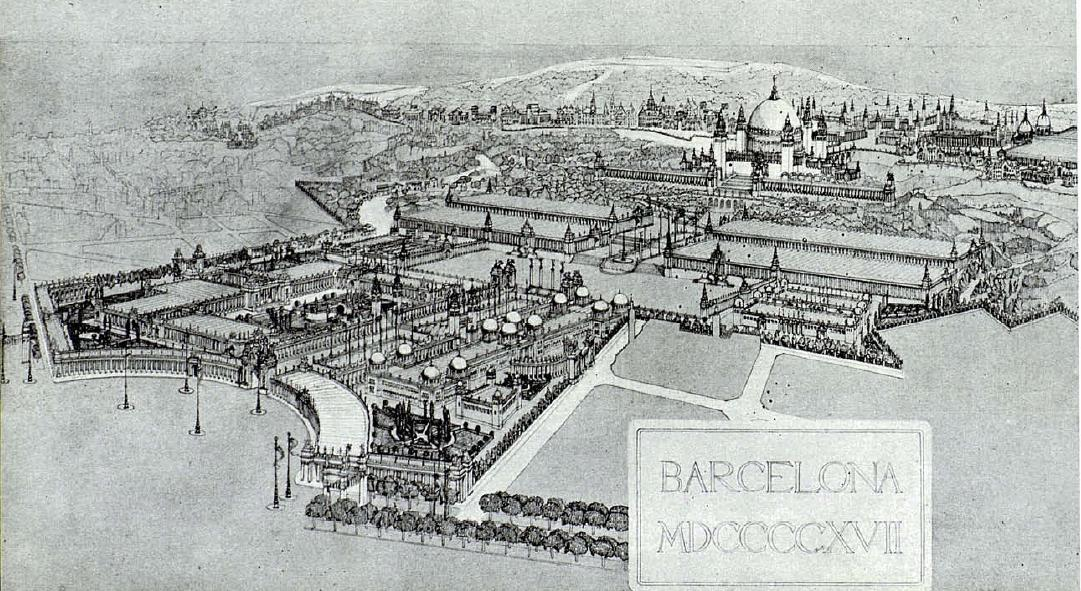
Proyecto de urbanización de Montjuïc de Puig i Cadafalch (1917). En el centro, los dos palacios.

La Exposición Internacional tuvo lugar del 20 de mayo de 1929 al 15 de enero de 1930. Se ubicó en la montaña de Montjuïc, en una superficie de 116 ha, y tuvo un coste de 180 millones de pesetas. Dedicada a la industria, los deportes y el arte, pretendía dar a conocer los nuevos adelantos tecnológicos y proyectar la imagen de la industria catalana en el exterior. La Exposición supuso un gran desarrollo urbanístico para Barcelona, así como un banco de pruebas para la consolidación del novecentismo, un nuevo estilo arquitectónico de raíz clasicista que sustituyó al modernismo preponderante en Cataluña durante la transición de siglo.
La idea comenzó a gestarse en 1905, promovida por el arquitecto Josep Puig i Cadafalch, pero la lentitud de los preparativos llevó a fijar la fecha en 1917; sin embargo, para entonces se retrasó nuevamente debido a la Primera Guerra Mundial. Las obras se retrasaron varios años, hasta que fueron finalizadas en 1923; sin embargo, la instauración ese año de la dictadura de Primo de Rivera postergó la celebración del evento, que finalmente se produjo en 1929, coincidiendo con la Exposición Iberoamericana de Sevilla.

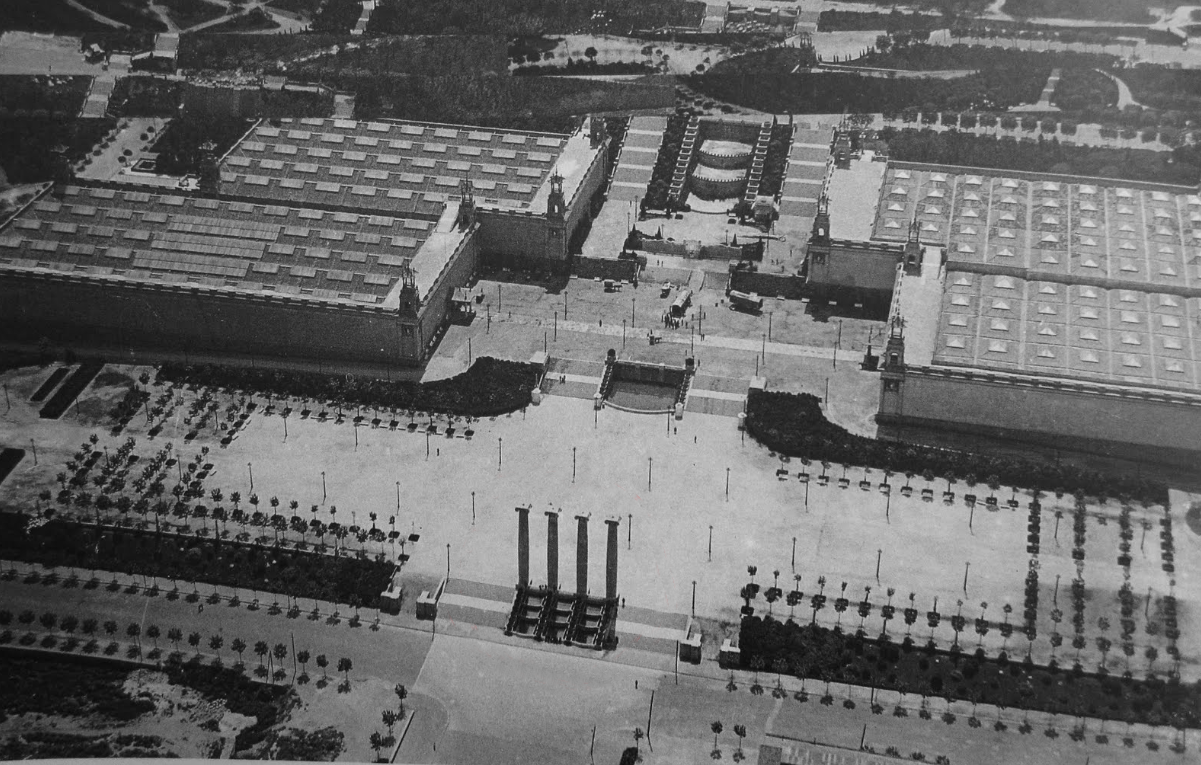
Vista aérea de los palacios de Alfonso XIII y Victoria Eugenia (1925).

El recinto de la Exposición se construyó según el proyecto de Puig i Cadafalch: el conjunto comenzaba en la plaza de España, pasando por la avenida de América (actual avenida de la Reina María Cristina), donde se ubicaban los grandes edificios de la Exposición, hasta el pie de la montaña, donde se situó la Fuente Mágica, flanqueada por los palacios de Alfonso XIII y Victoria Eugenia; de aquí partía una escalinata que conducía al palacio Nacional, la obra más monumental de la Exposición. Frente a los palacios se construyeron cuatro columnas de orden jónico que simbolizaban la bandera catalana, obra de Puig i Cadafalch, pero el dictador Primo de Rivera las mandó derribar; fueron restauradas en 2011. En su lugar se colocó la Fuente Mágica, obra de Carles Buïgas, que asombró al público por su fantástico juego de luces y surtidores de agua; aún hoy es una obra emblemática de la capital catalana, donde suelen celebrarse espectáculos piromusicales.
Los palacios fueron diseñados por Puig i Cadafalch en 1916, aunque las obras no comenzaron hasta 1918, y fueron terminadas en 1923. Fueron los primeros edificios de la Exposición en construirse, y ya en 1923 acogieron una Exposición del Mueble y la Decoración interior, como ensayo inicial del posterior evento. Están ubicados en una plaza llamada en aquel entonces de las Bellas Artes, posteriormente de los Reyes, del Marqués de Foronda y, actualmente, de Josep Puig i Cadafalch, en honor al arquitecto que los construyó. Inicialmente fueron llamados del Arte Moderno y de la Arquitectura, aunque en 1926 se les nombró en honor a los reyes. Durante la Exposición, el palacio de Alfonso XIII se dedicó a la Construcción, mientras que en el de Victoria Eugenia se situaron las representaciones de países que no contaban con pabellón propio.

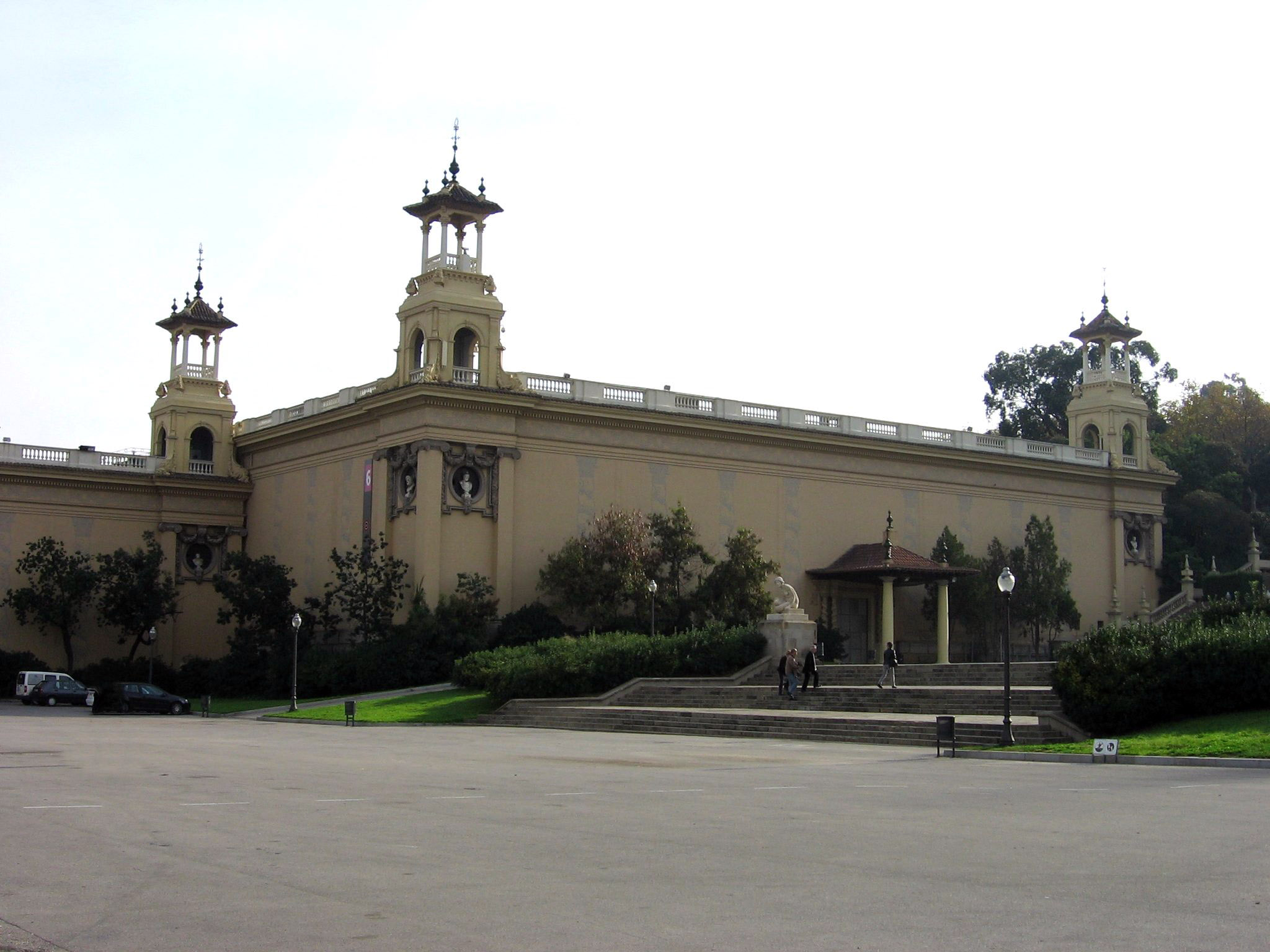
Palacio de Alfonso XIII.

Se trata de dos edificios gemelos, situados simétricamente a cada lado de la plaza, en un terreno en desnivel. La parte posterior sobresale un poco de la frontal, haciendo una forma de L, con lo que provoca un ligero estrechamiento de la plaza, justo donde empieza la escalinata de acceso al palacio Nacional. Con una superficie de 14 000 m² cada uno, están formados por dos naves adosadas, de planta rectangular, formada por módulos cuadrangulares dispuestos a modo de retícula. En el interior, el desnivel del terreno está salvado por tramos de escalera. La cubierta está sostenida por columnas, y presenta una serie de claraboyas que permite al interior una luz cenital. Sin embargo, es en la cubierta donde los dos edificios presentan singulares diferencias: el de Alfonso XIII tiene tejados a dos aguas, mientras que el de Victoria Eugenia presenta una serie de cuerpos rectangulares de remate piramidal. Por otro lado, cada palacio cuenta con un subterráneo de 4800 m² destinado a almacén.
Las fachadas están inspiradas en el barroco catalán, con portales sobresalientes en forma de marquesina y un conjunto de cuatro torres por edificio, de cuerpo cuadrangular y parte superior formada por cuatro columnas con balaustrada y rematada por unos pináculos de forma piramidal. Puig i Cadafalch se inspiró en el Puente Real de Valencia para las torres, y en la fachada de la iglesia barroca de Caldes de Montbui para los portales. La decoración del exterior está formada por esgrafiados en los muros, que representa columnas salomónicas y guirnaldas de motivos vegetales, así como bustos escultóricos de personajes clásicos.
Pasada la Exposición, los dos palacios pasaron a formar parte de la Feria de Barcelona, dentro de la cual están designados como pabellones 6 y 7. Sin embargo, en el futuro está prevista su reconversión en museos, dentro del objetivo de convertir a Montjuïc en un gran complejo museístico. En 2017 se anunció un acuerdo entre el Ayuntamiento de Barcelona y Feria de Barcelona para reconvertir el palacio de Victoria Eugenia en sala de exposiciones, a través de un convenio por cuatro años, prorrogable por cuatro más. El Instituto de Cultura transferirá 2,5 millones de euros a la Feria para las obras de remodelación del recinto.